# Zoungou
Zoungou là một tổng của tỉnh Ganzourgou ở đông trung bộ Burkina Faso. Thủ phủ của tổng này là thị xã Zoungou. Theo điều tra dân số năm 1996, tổng này có dân số 29.753..

## Các thị xã và các làng
- Zoungou	(1 426 dân) (thủ phủ)
- Badnogo	(286 dân)
- Bitoungou	(473 dân)
- Dakaongo	(1 245 dân)
- Darsalam	(858 dân)
- Gandaogo	(2 277 dân)
- Goghin	(320 dân)
- Kuilkanda	(1 136 dân)
- Kuilmasga	(979 dân)
- Nobtenga	(707 dân)
- Ouavoussé	(1 454 dân)
- Paspanga	(1 297 dân)
- Ramatoulaye	(619 dân)
- Silmiougou	(1 016 dân)
- Tanghin	(1 274 dân)
- Tansèga	(2 273 dân)
- Tameswéoghin	(1 201 dân)
- Tamidou	(343 dân)
- Taonsghin	(1 045 dân)
- Toéssin	(689 dân)
- Waada	(2 522 dân)
- Wemyaoghin	(1 249 dân)
- Yamganghin	(1 034 dân)
- Zantonré	(1 050 dân)
- Zorbimba	(1 779 dân)